# Denemarken op het Eurovisiesongfestival 2025
Denemarken neemt deel aan het Eurovisiesongfestival 2025 in Zwitserland. Het is de 53ste deelname van het land aan het Eurovisiesongfestival. DR is verantwoordelijk voor de Deense bijdrage voor de editie van 2025.

## Selectieprocedure

### Dansk Melodi Grand Prix 2025
Naar jaarlijkse gewoonte maakte de Deense omroep gebruik van de muziekcompetitie Dansk Melodi Grandprix om de Deense inzending aan te duiden. Op 6 februari 2024 werden de kandidaten bekend gemaakt die gingen deelnemen aan de finale op 1 maart. 
De grote finale vindt plaats in Jyske Bank Boxen in Herning met acht deelnemers. De winnaar wordt bepaald door een combinatie van 50% jury en 50% televoting. De drie best scorende kandidaten stoten door naar een superfinale, waar via televoting de kandidaat voor Denemarken gekozen wordt. 
De favoriete bij de gokkantoren Sissal won uiteindelijk de superfinale met een punt verschil van Tim Schou.  
|   | Artiest         | Lied                     |
| - | --------------- | ------------------------ |
| 1 | Mariya          | "I Belong to Me"         |
| 2 | Tim Schou       | "Proud"                  |
| 3 | Max Ulver       | "Supernova"              |
| 4 | Hervé Toure     | Allez allez              |
| 5 | Maria Mathea    | Air                      |
| 6 | Adel the Second | The Unluckiest Boy Alive |
| 7 | Sissal          | "Hallucination"          |
| 8 | Andreas Kruse   | "Hear My Prayer"         |

|   | Artiest         | Lied                       | Jury | Televoting | Totaal | Plaats |
| - | --------------- | -------------------------- | ---- | ---------- | ------ | ------ |
| 1 | Tim Schou       | "Proud"                    | 14   | 23         | 37     | 2      |
| 2 | Adel the Second | "The Unluckiest Boy Alive" | 16   | 9          | 25     | 3      |
| 3 | Sissal          | "Hallucination"            | 20   | 18         | 38     | 1      |

## In Bazel
Denemarken trad aan in de tweede halve finale op 15 mei 2025. Het land stootte door naar de finale op zaterdag waar het 23ste werd met 47 punten.

#### Punten gegeven door Denemarken
| Score     | 2e halve finale |                     | Finale     | Finale |
| Score     | Televoting      | Vakjury             | Televoting |        |
| 12 punten | Israël          | Letland             | Zweden     |        |
| 10 punten | Finland         | Zwitserland         | IJsland    |        |
| 8 punten  | Letland         | Italië              | Israël     |        |
| 7 punten  | Oostenrijk      | Zweden              | Polen      |        |
| 6 punten  | Litouwen        | Finland             | Estland    |        |
| 5 punten  | Luxemburg       | Oostenrijk          | Finland    |        |
| 4 punten  | Griekenland     | Verenigd Koninkrijk | Oekraïne   |        |
| 3 punten  | Australië       | Israël              | Oostenrijk |        |
| 2 punten  | Ierland         | Oekraïne            | Litouwen   |        |
| 1 punt    | Malta           | Armenië             | Duitsland  |        |

1957 · 1958 · 1959 · 1960 · 1961 · 1962 · 1963 · 1964 · 1965 · 1966 · 1967-1977 · 1978 · 1979 · 1980 · 1981 · 1982 · 1983 · 1984 · 1985 · 1986 · 1987 · 1988 · 1989 · 1990 · 1991 · 1992 · 1993 · 1994 · 1995 · 1996 · 1997 · 1998 · 1999 · 2000 · 2001 · 2002 · 2003 · 2004 · 2005 · 2006 · 2007 · 2008 · 2009 · 2010 · 2011 · 2012 · 2013 · 2014 · 2015 · 2016 · 2017 · 2018 · 2019 · 2020 · 2021 · 2022 · 2023 · 2024 · 2025
Albanië · Armenië · Australië · Azerbeidzjan · België · Cyprus · Denemarken · Duitsland · Estland · Finland · Frankrijk · Georgië · Griekenland · Ierland · IJsland · Israël · Italië · Kroatië · Letland · Litouwen · Luxemburg · Malta · Montenegro · Nederland · Noorwegen · Oekraïne · Oostenrijk · Polen · Portugal · San Marino · Servië · Slovenië · Spanje · Tsjechië · Verenigd Koninkrijk · Zweden · Zwitserland